# Армения (исторически регион)
Историческа Армения (на арменски: Պատմական Հայաստան) е историческа област, разположена в Мала Азия и Задкавказието, населявана от арменци.
Границите на областта се изменят през вековете; за нейно териториално ядро се счита днешната Република Армения.